# Ninja Hattori-kun (jogo eletrônico)
Ninja Hattori-kun (忍者ハットリくん) é um jogo de videogame de 1986  desenvolvido e publicado pela Hudson Soft para o Nintendo Family Computer exclusivamente no Japão. Baseia-se no mangá japonês homônimo de Fujiko Fujio A, que mais tarde tornou-se uma série de anime. O jogo foi lançado na mesma época que o anime foi ao ar. Foi o quinto jogo mais vendido da Famicom lançado em 1986, vendendo cerca de 1,5 milhões de cópias.

## Jogabilidade
O jogador controla Kanzo Hattori em um jogo de ação de rolagem lateral. Hattori deve correr para a direita em vários terrenos, mas principalmente pela floresta. Além de usar shurikens (estrelas de arremesso), Hattori pode acessar outras técnicas ninjas; no entanto, ele deve primeiro coletar pergaminhos que fornecem essas habilidades antes de poder usá-las. Devido aos controles lentos, pode ser difícil superar alguns dos obstáculos que ele enfrentará sem as habilidades ninjas para melhorar sua mobilidade.